# Colac
De Colac (Il Collaccio) is een berg in de Dolomieten. De berg ligt in het noorden van de provincie Trento nabij de wintersportplaats Canazei. Met 2715 meter is de Colac de hoogste top van de berggroep Colac-Buffaure, een onderdeel van het Marmoladamassief. In 1980 is ten noorden van de top een via ferrata aangelegd, de Via Ferrata dei Finanzieri, die tot de moeilijkste parcoursen van de Dolomieten kan worden gerekend. De Colac kan goed worden bereikt vanuit Penia in het dal van de Avisio. Vanuit deze plaats gaat een kabelbaan omhoog naar de berghut Crepa Neigra, ten noordwesten van de top.